# Juan de Ribera

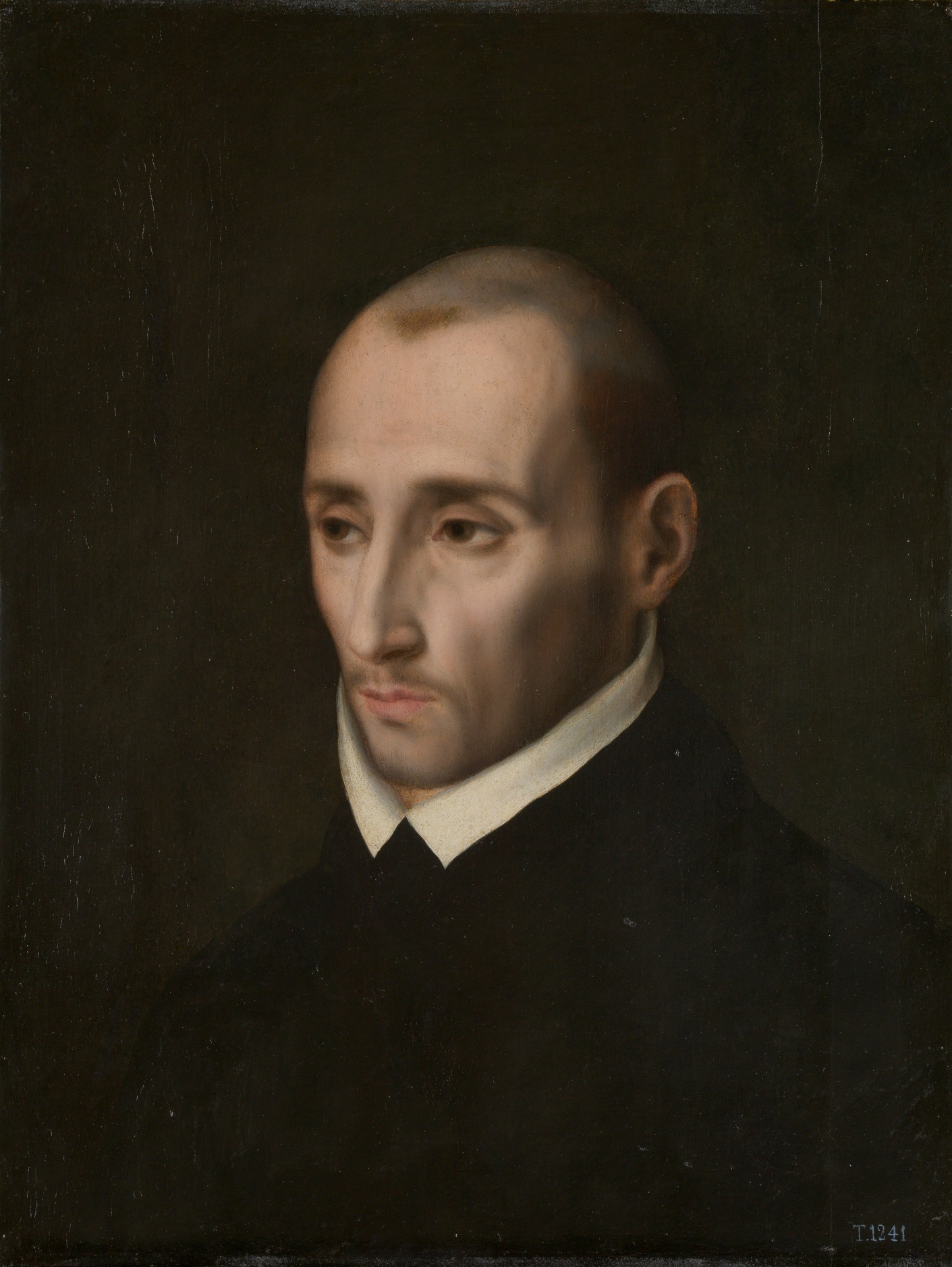
Juan de Ribera, Gemälde von Luis de Morales

Juan de Ribera (* 20. März 1533 in Sevilla, Spanien; † 6. Januar 1611 in Valencia, Spanien) war Erzbischof von Valencia. Er wird in der katholischen Kirche als Heiliger verehrt. 

## Leben
Juan, der an der Universität Salamanca studierte, empfing 1557 die Priesterweihe. Papst Pius IV. ernannte ihn am 27. Mai 1562 zum Bischof von Badajoz. Am 30. April 1568 wurde er zum Patriarch von Antiochien und am 3. Dezember desselben Jahres zum Erzbischof von Valencia ernannt. Die Amtseinführung in Valencia fand am 21. März des folgenden Jahres statt.
Juan berief mehrere Synoden zur Durchführung der Beschlüsse des Konzils von Trient ein. Ab 1602 war er auch als Vizekönig von Valencia tätig, er war somit sowohl religiöses als auch ziviles Oberhaupt. Er nutzte seine Stellung und seinen Einfluss, um einer der Hauptbefürworter und der stärkste Verfechter der Vertreibung der Mauren im Jahr 1609 vor dem König zu sein.

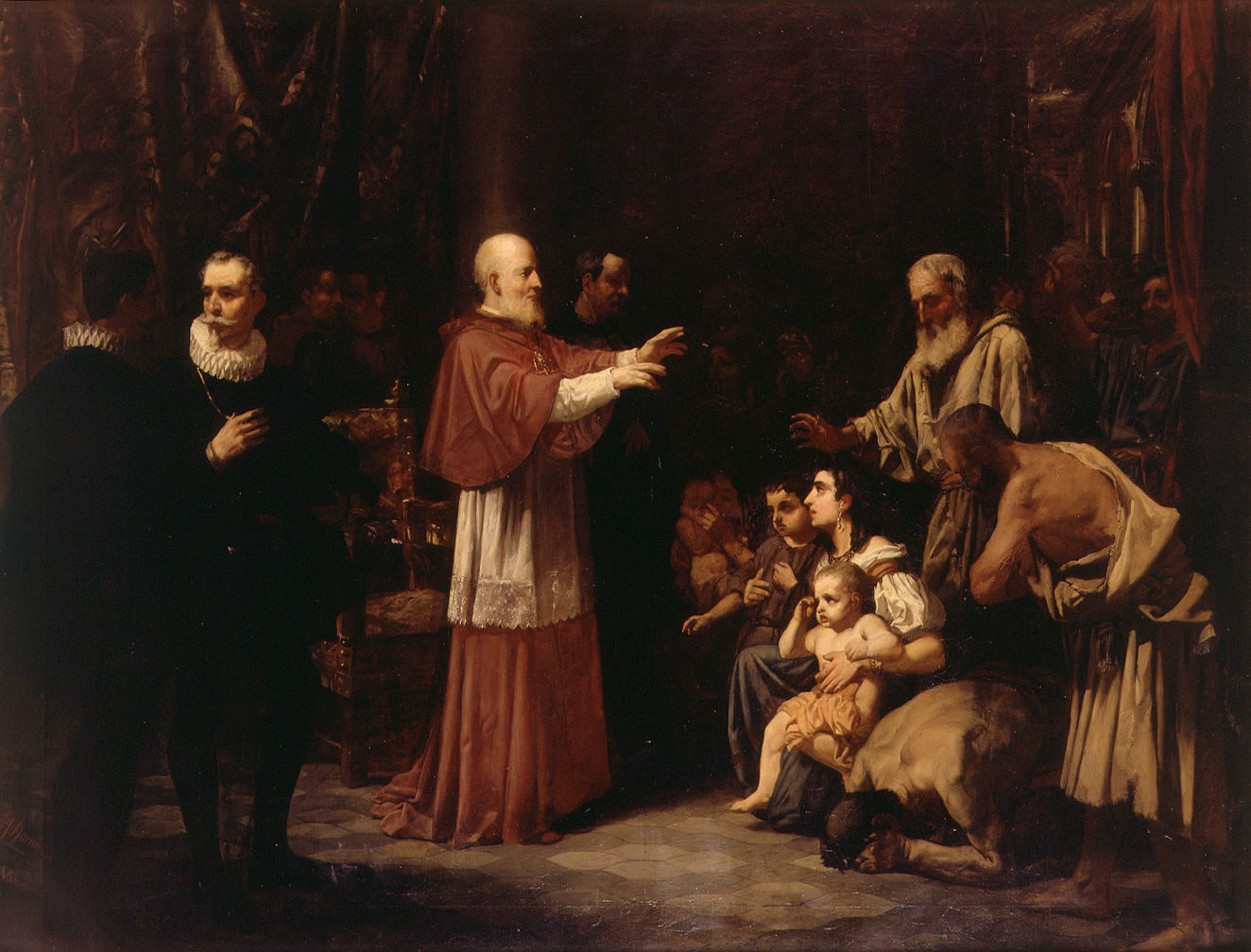
San Juan de Ribera en la expulsión de los moriscos von Francisco Domingo Marqués (1864, Museo de Bellas Artes, Valencia).

Er wurde am 18. September 1796 selig- und am 12. Juni 1960 von Papst Johannes XXIII. heiliggesprochen. Sein liturgischer Gedenktag wird in verschiedenen spanischen Diözesen am 7., 14. bzw. 19. Januar als Gebotener Gedenktag begangen, im Erzbistum Valencia als Fest.